# Сјенка славе
Сјенка славе је југословенски филм из 1962. године. Режирао га је Војислав Бјењаш а сценарио је написао Витомил Зупан.

## Радња
Возач камиона Јава бивши је мотоциклистички првак који је након тешког пада на тркама оставио мотоциклизам. Упознаје након несреће младу девојку Томи која је пошла на мото-трке. Томин шарм у Јави изнова пробуди тркачку страст те се, мада неспреман, пријави за трку...

## Улоге
| Глумац              | Улога                             |
| ------------------- | --------------------------------- |
| Миха Балох          | Јава                              |
| Ингрид Лотариус     | Тони                              |
| Борис Дворник       | Бази                              |
| Милан Срдоч         | Полде                             |
| Јован Ранчић        | Пик Ас                            |
| Драгомир Фелба      | Гашпар                            |
| Владимир Крстуловић | Власник биртије и бензинске пумпе |
| Ирена Просен        | Плавуша                           |
| Рикард Брзеска      | Гост у биртији                    |
| Хермина Пипинић     | Припита и разочарана жена         |
| Адам Ведерњак       | Јанко                             |
| Рикард Брзеска      | Гост у биртији                    |
| Дубравка Гал        | Марија, шанкерица у биртији       |